# Cromarty Firth
Pour les articles homonymes, voir Firth.
Le Cromarty Firth, en gaélique écossais Caolas Chrombaidh, est un firth du Royaume-Uni situé en Écosse et constituant une baie de la mer du Nord.